# Holice (Pardubicei járás)
Holice város Csehországban, a Pardubicei járásban. Holice Ostřetín, Poběžovice u Holic, Dolní Roveň, Horní Ředice, Veliny és Vysoké Chvojno településekkel határos. Lakosainak száma 6767 fő (2024. január 1.).

## Népesség
A település lakosságának változását az alábbi diagram mutatja:
| Lakosok száma | 4277 | 5208 | 6129 | 5895 | 6545 | 6219 | 6502 | 6574 | 6542 | 6767 |
|               | 1869 | 1890 | 1921 | 1950 | 1980 | 2001 | 2017 | 2019 | 2022 | 2024 |